# Chlamydopsinae
Chlamydopsinae (лат.) — подсемейство жуков из семейства карапузиков.

## Распространение
Подсемейства ограничено в распространении. Встречаются эти карапузики в Австралии, также в Индии, Японии, Тайване, на о. Фиджи, в Новой Каледонии, Индонезии и в Малайзии.

## Описание
Усики расположены высоко на лбу, над глазами, настолько расширены, что покрывают глаза, когда голова спрятана.

## Экология
Представители подсемейства исключительные инквилины (также и Hetaeriinae являются инквилинами).

## Систематика
- подсемейство: Chlamydopsinae

- род: Ceratohister
- род: Chlamydonia
- род: Chlamydopsis
- род: Ectatommiphila
- род: Eucurtia
- род: Eucurtiopsis
- род: Gomyopsis
- род: Kanakopsis
- род: Orectoscelis
- род: Papuopsis
- род: Pheidoliphila
- род: Quasimodopsis
- род: Teretriopsis